# Barthélemy-Christophe Fagan
Pour les articles homonymes, voir Fagan.
Barthélemy-Christophe Fagan, connu également sous le nom de Fagan de Lugny, né à le 31 mars 1702 à Paris, où il est mort le 28 avril 1755, est un auteur dramatique français. 

## Biographie
Son père, Guillaume Fagan, était un descendant d'Irlandais réfugiés en France au temps de persécutions religieuses. Secrétaire du roi et contrôleur de la Chancellerie et des Guerres, il fut ruiné par la banqueroute de Law et dut par la suite se contenter d'un emploi plus modeste au bureau des consignations du parlement de Paris. Il y obtint également une place pour son fils, qui s'était marié à l'âge de 20 ans avec une veuve beaucoup plus âgée que lui. Il prit goût au théâtre et composa une trentaine de pièces, représentées pour la plupart au théâtre de la foire, au Théâtre-Italien et au Théâtre-Français. Il mourut d'une hydropisie à l'âge de 53 ans, aigri et rendu mélancolique par son manque de fortune.

## Œuvres
Théâtre
- La Fausse Ridicule, opéra-comique en 1 acte et en prose, avec Charles-François Panard, Paris, Théâtre-Français, 12 février 1731
- Le Rendez-vous, ou l'Amour supposé, comédie en 1 acte, en vers, Paris, Théâtre-Français, 27 mai 1733 Texte en ligne
- La Grondeuse, comédie en un acte et en prose, Paris, Théâtre-Français, 11 février 1734
- La Pupille, comédie en 1 acte et en prose, Paris, Théâtre-Français, 5 juillet 1734
- L'Amitié rivale, comédie en vers et en 5 actes, Paris, Théâtre-Français, 16 novembre 1735 Texte en ligne
- Les Originaux, comédie en 1 acte et en prose, Paris, Théâtre-Français, 15 juillet 1737
- L'Inquiet, comédie en 1 acte et en prose, Paris, Théâtre-Français, 15 juillet 1737
- Les Caractères de Thalie, comédie en 3 actes, avec un prologue et un divertissement, Paris, Théâtre-Français, 18 juillet 1737
- L'Étourderie, comédie en 1 acte et en prose, Paris, Théâtre-Français, 18 juillet 1737
- Les Originaux, comédie en 1 acte et en prose, Paris, Théâtre-Français, 18 juillet 1737
- Le Marié sans le savoir, comédie en 1 acte et en prose, Paris, Théâtre-Français, décembre 1739
- La Servante justifiée, opéra-comique en 1 acte et en prose, avec Charles-Simon Favart, Paris, théâtre de l'Opéra-comique, 19 mars 1740
- La Jalousie imprévue, comédie en un acte et en prose, Théâtre-Italien de Paris, 16 juillet 1740
- Joconde, comédie en un acte et en prose, Paris, Théâtre-Français, 5 novembre 1740
- L'Isle des talents, comédie en 1 acte et en vers, Théâtre-Italien de Paris, 19 mars 1743
- L'Heureux Retour, comédie en 1 acte et en vers, avec Charles-François Panard, Paris, Théâtre-Français, 6 novembre 1744
- L'Amante travestie, comédie en un acte et en vers, Paris, Hôtel de Bourgogne, 13 mai 1745
- La Fermière, comédie en trois actes, en vers, avec des divertissements et un prologue, Théâtre-Italien de Paris, 18 janvier 1748
- Les petits comédiens, avec Charles-François Panard, à La Haye, chez Pierre Gosse junior, 1750[3].
- Les Almanachs, comédie en un acte et en prose, Paris, Hôtel de Bourgogne, 7 janvier 1753
- Théâtre de M. Fagan et autres œuvres du même auteur, 4 vol., 1760 Texte en ligne : 1 - Théâtre-Français (a) 2 - Théâtre-Français (b) 3 - Théâtre-Italien 4 - Théâtre de la foire

Varia
- Nouvelles observations au sujet des condamnations prononcées contre les comédiens, 1751

## Source biographique
- « Vie de Fagan » in Chefs-d'œuvre de Fagan, Paris, 1789, p. 1-9